# ICJA Freiwilligenaustausch weltweit
ICJA Freiwilligenaustausch weltweit ist ein gemeinnütziger Verein, der ein weltweites Austauschprogramm für Freiwillige durchführt (Internationaler Freiwilligendienst). Die Freiwilligen leben für ein halbes oder ganzes Jahr in einem Gastland ihrer Wahl und unterstützen dort ehrenamtlich ein lokales Projekt. Auch nach Deutschland kommen jedes Jahr internationale Freiwillige, die dort leben und arbeiten und vom ICJA betreut werden.
Das Ziel der Arbeit des ICJA kommt in seinem Mission Statement zum Ausdruck: „ICJA Freiwilligenaustausch weltweit leistet durch internationale Begegnungen und interkulturelle Bildung praktische Friedensarbeit und fördert gesellschaftspolitisches Engagement.“

## Geschichte
Der ICJA (damals: Internationaler Christlicher Jugendaustausch) wurde 1949 von dem nordamerikanischen Pfarrer John Eberly gegründet. Als bilaterale Friedensaktion zwischen Deutschland und den Vereinigten Staaten von Amerika sollte er nach dem Zweiten Weltkrieg zur Versöhnung zwischen den Völkern beitragen.
In den 1960er und 1970er Jahren wurde aus dem deutsch-amerikanischen Schüleraustausch ein weltweiter Jugendaustausch mit Partnerkomitees in etwa 30 Ländern auf allen fünf Kontinenten. Die Länderkomitees sind zusammengeschlossen im internationalen Netzwerk ICYE (International Cultural Youth Exchange). Der Nord-Süd-Austausch, der Freiwilligendienst in gemeinnützigen Projekten, interkulturelle Bildung, Entwicklungspolitik und soziale Gerechtigkeit wurden zu den Schwerpunktthemen.
Die 1990er und 2000er Jahre waren geprägt durch die Erweiterung und Diversifizierung des Programmangebots (Anderer Dienst im Ausland, Europäischer Freiwilligendienst, Internationale Freiwilligendienste für alle Lebensphasen, Weltwärts). Der Internationale Christliche Jugendaustausch nennt sich seit 2002 ICJA Freiwilligenaustausch weltweit e.V.

## Struktur
Die Vereinsarbeit wird zu einem großen Teil von Ehrenamtlichen geleistet. Diese sind deutschlandweit in Regionalgruppen organisiert, die die Betreuung der internationalen Freiwilligen vor Ort übernehmen. Die Seminare zur Vor- und Nachbereitung der Freiwilligen, die ins Ausland gehen bzw. waren, werden u. a. von Ehrenamtlichen vorbereitet und durchgeführt. Der Verein ist demokratisch organisiert und wird von einem vierköpfigen, ehrenamtlichen Vorstand geleitet.
Die Arbeit des ICJA wird bundesweit von der Geschäftsstelle in Berlin mit ca. 40 hauptamtlichen Mitarbeitern koordiniert.

## Publikationen
ICJA Freiwilligenaustausch weltweit veröffentlicht als Verein unter bildungspolitischen und historischen Aspekten Zeitschriften, Broschüren und Bücher. In den Publikationen werden sowohl allgemein gesellschaftlich relevante Fragen wie auch vereinspolitische Themen behandelt. Sie werden in Zusammenarbeit mit dem Verein und verschiedenen Co-Autoren erstellt. Zu den regelmäßigen Publikationen zählen zum Beispiel die Zeitzeugenberichte, in denen ehemalige Freiwillige von ihrem Leben und den Erfahrungen in ihren Auslandsaufenthalten berichten. Ein aktuell wichtiges Thema wird in Publikationen wie „Spende gut, alles gut?“ bearbeitet und über didaktisches Material in Form von Methodenhandbüchern für den Unterricht aufbereitet.